# Эйнгорн, Виталий Осипович

Семейный участок Эйнгорнов-Люстгартенов на Ваганьковском кладбище в Москве

Вита́лий О́сипович Эйнго́рн (21 августа 1862, Минск — 14 сентября 1947, Москва) — русский и советский историк, доктор исторических наук, профессор.

## Биография
Родился 21 августа 1862 года в еврейской семье в Минске, где его отец — коллежский советник Иосиф (Осип) Исидор Виталисович Эйнгорн (1833—1879), выпускник Бернского университета — был ординатором Еврейской больницы. Кроме Виталия в семье росло ещё четверо детей: Наум, Авремий, Анна и Любовь. 2 мая 1864 года отец в Санкт-Петербургской медико-хирургической академии защитил диссертацию доктора медицины и перевёз семью в Каменец-Подольский, где работал ординатором военного госпиталя (с 1870 года старшим ординатором). В 1874—1877 годах Виталий Эйнгорн учился в Каменец-Подольской мужской гимназии, в 1877—1880 годах в Кишинёвской гимназии, которую окончил с серебряной медалью (отец в это время был главным врачом военно-временного госпиталя № 44 в Тирасполе и в военно-временном госпитале № 59 в Кишинёве). 4 декабря 1878 года в Одессе вся семья приняла православие, а в следующем году умерла мать В. О. Эйнгорна и несколько позже отец.
Закончил курс в историко-филологическом институте; преподавал историю в московских гимназиях. Директор Нижегородской гимназии. В 1932—1944 годах работал в Российской государственной библиотеке, в последнее время начальником общего архива библиотеки.
Большая часть исследований Эйнгорна относится к истории Малороссии в XVII веке и касается экономических вопросов, истории гетманского и воеводского управления, истории малороссийской церкви, литературы и школ, вопроса о культурном влиянии малороссиян на Великую Россию.
Он напечатал также несколько исследований и заметок по общей истории России в XVI—XVIII веках, и здесь касаясь преимущественно вопросов экономических, по истории школ, центрального и местного управления, дипломатических сношений, дворянского сословия и церкви. Результатом архивных разысканий Эйнгорна было открытие некоторых документов, о значении которых см. отзыв А. М. Лазаревского в «Киевской Старине» за 1897 год, книга 4, отдел критики и библиографии, стр. 32—34.
Им же составлено несколько популярно-исторических очерков для средне-учебных заведений.

## Главные труды
- «Очерки из истории Малороссии в XVII веке. О сношениях малороссийского духовенства с московским правительством в царствование Алексея Михайловича» (Москва, 1899; удостоено Академией Наук Уваровской премии и Императорским обществом истории и древностей при Московском университете премии Г. Ф. Карпова);
- «О значении преподобного Сергия Радонежского и основанной им обители в русской истории» (2-е изд., М., 1899);
- «Книги киевской и львовской печати в Москве в XVII веке» (М., 1894);
- «О малороссийских переписных книгах 1666 г.» (М., 1895);
- «Речи, произнесенные Иоанникием Галятовским в 1670 г. в Москве» (М., 1895);
- «Венчание русских государей на царство» (М., 1896);
- «Московское главное народное училище 1786—1804 годов» (Санкт-Петербург, 1904) и

ряд статей в
- «Журнале Министерства народного просвещения»,
- «Киевской Старине»,
- «Чтениях в Императорском Обществе Истории и Древностей»,
- «Историческом Вестнике»,
- «Вестнике Европы»,
- «Библиографе»,
- «Книговедении»,
- а также в «Книге для чтения по истории средних веков», изданной под редакцией профессора Виноградова (М., 1897), и в
- «Русском Биографическом Словаре».